# Kehäsaari (ö i Lappland)
Kehäsaari är en ö i Finland. Den ligger i sjön Yli-Kitka och i kommunen Posio i den ekonomiska regionen  Östra Lapplands ekonomiska region  och landskapet Lappland, i den norra delen av landet, 700 km norr om huvudstaden Helsingfors. Öns area är 23,3 hektar och dess största längd är 0,8 kilometer i öst-västlig riktning.